# Sara Savatović
Sara Savatović (ur. 5 stycznia 1993) – serbska lekkoatletka specjalizująca się w rzucie młotem.
Medalistka mistrzostw krajów bałkańskich. Stawała na najwyższym stopniu podium mistrzostw Serbii oraz reprezentowała swój kraj na drużynowych mistrzostwach Europy.
Rekord życiowy: 66,41 (15 maja 2015, Ames) rekord Serbii.

## Osiągnięcia
| Rok  | Impreza                               | Miejsce      | Pozycja           | Wynik |
| ---- | ------------------------------------- | ------------ | ----------------- | ----- |
| 2009 | Mistrzostwa świata juniorów młodszych | Bressanone   | el. – 29. miejsce | 46,45 |
| 2010 | II liga drużynowych mistrzostw Europy | Belgrad      | 8. miejsce        | 47,97 |
| 2011 | II liga drużynowych mistrzostw Europy | Nowy Sad     | 3. miejsce        | 54,96 |
| 2011 | Mistrzostwa krajów bałkańskich        | Sliwen       | 5. miejsce        | 53,10 |
| 2012 | Mistrzostwa świata juniorów           | Barcelona    | el. –             | NM    |
| 2012 | Mistrzostwa krajów bałkańskich        | Eskişehir    | 3. miejsce        | 53,32 |
| 2013 | II liga drużynowych mistrzostw Europy | Kowno        | 4. miejsce        | 55,40 |
| 2013 | Młodzieżowe mistrzostwa Europy        | Tampere      | el. – 19. miejsce | 57,34 |
| 2013 | Mistrzostwa krajów bałkańskich        | Stara Zagora | 4. miejsce        | 54,72 |
| 2015 | II liga drużynowych mistrzostw Europy | Stara Zagora | 2. miejsce        | 62,37 |